# مفترزة
| الإفراز الخارجي                                 |
| فارزة أو ناتح - بواسطة الإخراج الخلوي           |
| مفترزة – بواسطة تبرعم الغشاء (ضياع السيتوبلازم) |
| منفرزة – بواسطة تمزق الغشاء                     |

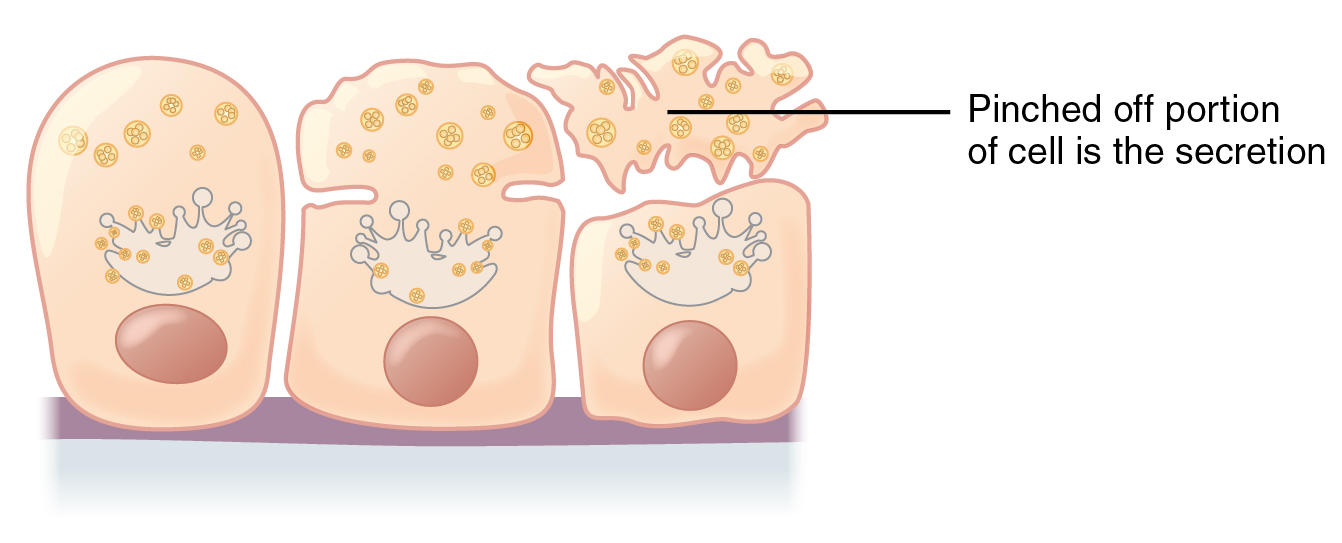
طريقة إفراز الغدد المفترزة

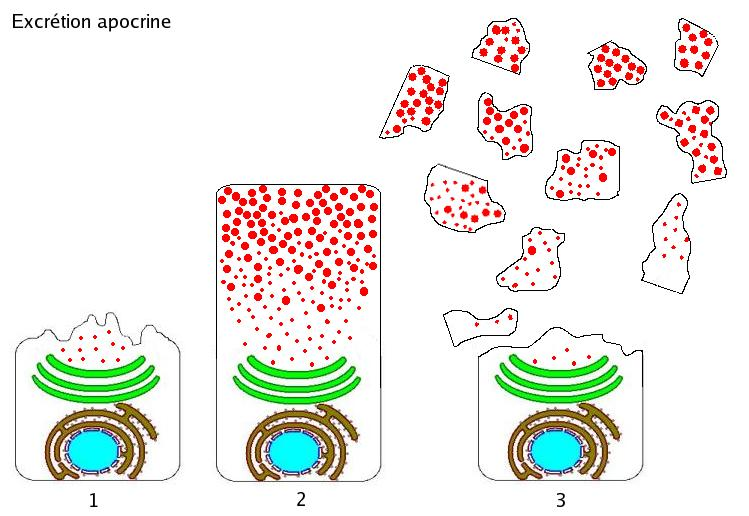
الغدة المفترزة

المفترزة هي مصطلح يستخدم لتصنيف إحدى طرق الإفراز في الغدد الخارجية الإفراز في علم دراسة الأنسجة. بشكل عام، تصنف الغدد الخارجية الإفراز على أنها فارزة أو مفترزة أو منفزة، اعتمادًا على طريقة إفرازها. جميع هذه الأنواع تكون قادرة على تفريغ إفرازاتها عبر أقنية مخصصة (نظام قنوي). الغدد التي تصنف على أنها مفترزة تقوم بإخراج إفرازاتها من خلال غشاء البلازما منتجةً حويصلات مرتبطة بغشاء خارج الخلية. ينقطع الجزء القمي من الخلية الإفرازية للغدة ويدخل التجويف. تفقد الغدة جزءًا من السيتوبلازم في إفرازاتها. تم العثور على الغدد المفترزة في المقام الأول في الثدي من الثدييات المرضعة (أي أن الغدد الثديية هي أحد الأمثلة الشائعة للغدد المفترزة).
يحدث الإفراز عندما يترافق إطلاق المواد الإفرازية مع فقدان جزء من سيتوبلازم الخلية نفسها. يعتبر إفراز الغدد المفترزة أقل ضرراً للغدة من إفراز الغدة المنفرزة (الذي يدمر الخلية بأكملها) ولكنه أكثر ضرراً من إفراز الغدد الفارزة (الإخراج الخلوي). مثال على الغدد المفترزة الحقيقية هي الغدد الثديية المسؤولة عن إفراز حليب الثدي.

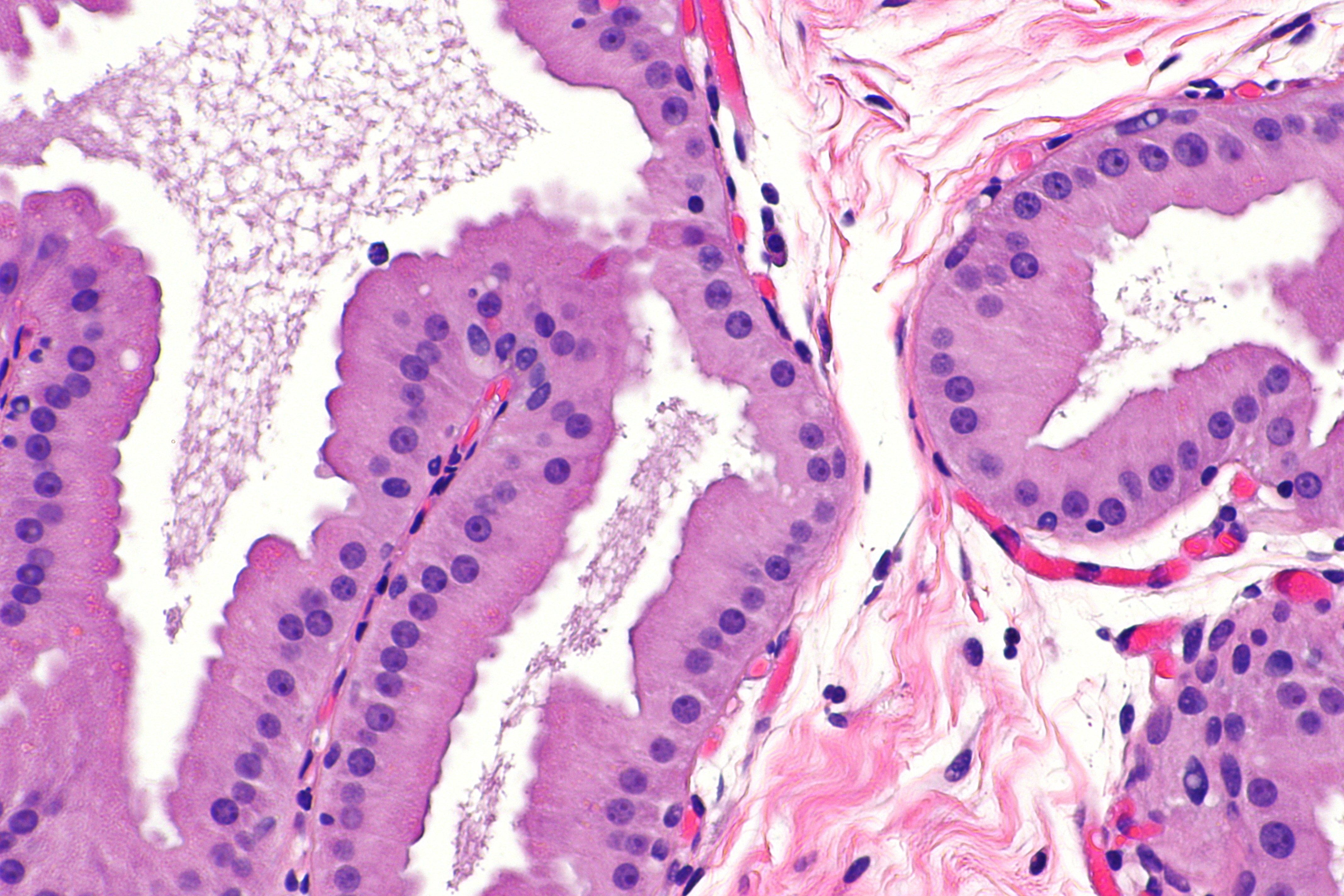
صورة مجهرية توضح التحول النسيجي للغدد المفترزة في الثدي. H&E صبغة.

## سرطانة الغدد المفترزة
تعد سرطانة الغدد المفترزة نوعًا نادرًا جدًا من سرطان الثدي عند النساء. يتراوح معدل الإصابة من 0.5 إلى 4٪ تقريباً. من الناحية الخلوية تكون خلايا سرطان الغدد المفترزة كبيرة نسبيًا، وحبيبية، ولها سيتوبلازم يوزيني بارز. عندما يتم اختبار سرطان الغدد المفترزة على أنه «ثلاثي السلبية»، فهذا يعني أن خلايا المريض لا يمكنها التعبير عن مستقبلات هرمون الاستروجين أو مستقبلات البروجسترون أو مستقبلات مستقبل عامل نمو البشري الثاني.

## روابط خارجية
- رسم تخطيطي في uwa.edu.au